# 小山鹿梨子
小山 鹿梨子（こやま かりこ、7月22日 - ）は、日本の女性漫画家。血液型はAB型。広島県広島市出身。

## 来歴
2009年、『別冊フレンド』（講談社）2009年9月号に掲載された読み切り作品『保健室の鈴木君』でデビュー。2010年、『別冊フレンド』2010年9月号に掲載された、テレビアニメ『マクロスF』のスピンオフ作品『シェリル〜キス・イン・ザ・ギャラクシー〜』で初連載。

## 作品

### 作品リスト
- 保健室の鈴木君（別冊フレンド2009年9月号）
- まんがとあらすじでわかる 古事記と日本書紀（別冊宝島1671、坂本勝 監修、全1巻）
- シェリル〜キス・イン・ザ・ギャラクシー〜（別冊フレンド2010年9月号 - 2011年3月号、2012年5号・夏号）
- まんがと図解でわかる 空海と密教（別冊宝島1781、島田裕巳 監修）
- まんがと図解でわかる 7つの習慣（別冊宝島1805、スティーブン・R・コヴィー監修）
- 校舎のうらには天使が埋められている（別冊フレンド2011年9月号 - 2013年6月号）
  - 校舎のうらには天使が埋められている＜蝕＞（別冊フレンド2014年1月号 - 2014年5月号）
- 校舎の天では悪魔が嗤っている（eヤングマガジン2016年5月20日 - 2019年2月5日、蜂屋あいet小山鹿梨子名義）※Webコミック

### 刊行一覧
- もやし男と種少女（短編集）
- シェリル〜キス・イン・ザ・ギャラクシー〜（全4巻）
- 校舎のうらには天使が埋められている（全7巻）
- まんがでわかる7つの習慣（宝島社、フランクリン・コヴィー・ジャパン 監修、全5巻[5]）
- まんがでわかるピケティの「21世紀の資本」（宝島社、山形浩生 監修、全1巻[6]）
- 校舎の天では悪魔が嗤っている（全5巻[7]）※5巻は電子書籍のみの発売
- まんがでわかる稲盛和夫フィロソフィ（宝島社、稲盛和夫 監修、全1巻[8]）
- 東大教授がまんがと図解で教える！ 最新「地政学」入門（宝島社、山内昌之 監修、全１巻[9]）
- まんがでわかる 社員の力で最高のチームをつくる1分間エンパワーメント（宝島社、ブランチャード・ジャパン 監修、全1巻[10]）

オムニバス
- 学校の妖（読切作品「金魚の痣」収録）
- ずっとずっと好きな人。（読切作品「保健室の鈴木君」収録）
- 泣いてもいいですか？（読切作品「もやし男と種少女」収録）
- 眠れぬ夜のこわい話（読切作品「ヘッドフォンとこども」収録）
- ないしょのキスに恋してる。（読切作品「ヒヨコ電車は今日もゆく」収録）

### 挿絵
- マクロスＦ VISUAL COLLECTIONシェリル・ノーム FINAL（2011年、講談社）
- ノートより安い恋（2012年、一迅社、森田季節／著）
- だって大好きなんだもん。（2013年、講談社）
- パートスタッフ中心のクリニックがプロフェッショナルチームになる13の方法（2018年、中外医学社[11]）
- 小説版 まんがでわかる7つの習慣（2018年、宝島社、フランクリン・コヴィー・ジャパン 監修、山神碧／著[12]）